# Бріни

Тот Гор — один із командувачів брінів у серіалі «Зоряний шлях: Глибокий космос 9».

Бріни (англ. Breen) — вигадана інопланетна цивілізація у всесвіті науково-фантастичної франшизи «Зоряний шлях». Уперше вони з'являються в епізоді «Втрата» четвертого сезону серіалу «Зоряний шлях: Наступне покоління», який вийшов на екран у 1990 році. Бріни згадувались ще в кількох серіях «Наступного покоління», але вони з'явилися на екрані лише в епізоді «Необережність» четвертого сезоні серіалу «Зоряний шлях: Глибокий космос 9», який вийшов на екран у 1995 році. У серіалі «Зоряний шлях: Глибокий космос 9» вони відіграли важливу роль в сюжетній лінії останнього сезону серіалу, який вийшов на екрани в 1999 році, в якому про них подавалось багато інформації. Справжня зовнішність брінів залишилась глядачам невідомою, оскільки вони ніколи не знімали шоломів.

## Історія створення
Бріни вперше згадуються в епізоді «Втрата» четвертого сезону серіалу «Зоряний шлях: Наступне покоління», який вийшов на екран у 1990 році. У цьому епізоді вказано, що їх раса є однією з кількох, чиї думки не можуть прочитати телепати, подібно до ференгів. Вони згадувались також ще в кількох інших епізодах «Наступного покоління» («Культовий герой», 5-ий сезон, 11-ий епізод) і серіалу «Зоряний шлях: Вояджер», проте на екрані вони не з'являлись до епізоду четвертого сезону серіалу «Зоряний шлях: Глибокий космос 9» «Необережність», який вийшов на екрани 1996 року. Там вони показані як власники гірничорудного підприємства, з якого Гал Дукат і Кіра Неріс врятували дочку Дуката Тору Зіял. За словами сценариста і продюсера «Глибокого космосу 9» Роберта Г'юїта Вулфа, після того, як до брінів з моменту їхньої першої згадки в «Наступному поколінні» початково ставилися як до червоних оселедців, а також як жартівливих персонажів, створених колективом творців серіалу, тому що «вони були створіннями, які були небезпечними, але вони ніколи насправді не були відповідальними за будь-які проблеми, які стаються у фільмі», але пізніше вони, нарешті, будуть використовуватися як лиходії в пізніших епізодах франшизи. За словами сценариста і продюсера Айри Стівена Бера, їх справжній вигляд вирішено приховати під масками, тому що "я не був у настрої придумувати нову інопланетну расу. Тому я сказав: «Давайте не бачити їх обличчя, хай вони весь час булуть у костюмах, тому що вони зазвичай живуть на морозі».
Зовнішній вигляд масок брінів, на якому виділяється писок, який зовні нагадує писок полярного вовка. Знаходження в костюмі бріна було проблематичними для акторів, які їх грали, оскільки костюми погіршували як зір, так і дихання: за словами дублера і каскадера Тодда Слейтона, який грав Тота Гора, у писку був лише один маленький отвір, приблизно у 8 дюймах від носа актора. До костюма також входили великі незграбні чоботи, а комбінезони були багатошаровими, як у броненосців, що ускладнювало рух. Шоломи, які було складно надягати та знімати, трималися на тілі за допомогою магнітів, і легко відпадали, коли хтось їх зачепив. Перемикачі для освітлення на шоломах були всередині шоломів, тому актору потрібно було зняти шолом, щоб увімкнути та вимкнути світло. З причин, невідомих виробничому персоналу, 9-вольтові батареї, які освітлювали костюми, пропрацювали лише кілька хвилин, після чого згоріли.
Звуки, які видавали бріни, як таємничої раси, були взяті з альбому Лу Ріда «Metal Machine Music», який мав прослуховувати під час зйомок персонал озвучення з метою створення електронного рикотання, яке видавалось за голоси брінів.

## Історія та культура
Рідна планета брінів, згідно з описом в епізодах серіалу «Зоряний шлях: Глибокий космос 9» «Поки смерть не розлучить нас» і «Необережність», називається Брін, і в «Необережності» вказано, що вона є крижаною пустелею. Проте в епізоді 1999 року «Мінливе обличчя зла» Вейон повідомив, що насправді клімат рідної планети брінів досить помірний. Серед брінів вагітність у молодому віці була звичайним явищем, згідно з епізодом «Елогіум» другого сезону серіалу «Зоряний шлях: Вояджер», який вийшов на екрани 1995 року, хоча не було встановлено, що вважається «молодим» у культурі брінів. У брінів немає крові, та не встановлено, що в їх фізіології замінює кров. Хоча чим харчуються бріни невідомо, Ворф і Езрі Дакс отримали для їжі пасту з водоростей, коли їх захопили в полон бріни в епізоді «Поки смерть не розлучить нас».
Історично клінгони були одними з перших, хто відчув наслідки недооцінки брінів. За повідомленням в епізоді «Поки смерть не розлучить нас», у час Другої імперії клінгонів канцлер Моу'га наказав цілій флотилії клінгонських військових кораблів вторгнутися у володіння брінів, щоб завоювати їх рідний світ. Флот так і не повернувся і більше про нього ніхто не чув. У ромуланців є приказка: «Ніколи не повертайся спиною до бріна». Це прислів'я вперше було сказано (і проілюстровано) у п'ятому сезоні «Зоряного шляху: Глибокого космосу 9» в епізоді «Пекельне світло», в якому полонений брін вихопив пістолет-розривник з кобури охоронця Домініону, який був повернутий до нього спиною у в'язниці Домініону на астероїді, та вистрелив з нього, одночасно ліквідувавши двох охоронців в'язниці одночасно, після того, як один з них убив полоненого. Брін, про який йде мова, до цього моменту нічого не робив, лише сидів спокійно, не маючи жодних ознак того, що він стане загрозою.
Бріни створили ізольовану Конфедерацію Брінів у Альфа-квадранті (квадрант Чумацького Шляху, в якому розташована Земля, а також рідні світи ференгів, кардасіанців, і частини Клінгонської імперії та Ромуланської Зоряної Імперії). Бріни встановили форпости поблизу Чорного скупчення, про що повідомляється в епізоді п'ятого сезону серіалу «Зоряний шлях: Наступне покоління» «Поклоніння героям». Вони також збудували гірничодобувні підприємства, на яких знаходяться охоронці-бріни й раби, викрадені з космічних кораблів, зокрема Тора Зіял, позашлюбна дочки кардасіанця Гал Дуката від баджорки, чий корабель «Равінок» зазнав катастрофи на планеті Дозарія, яка контролювалася брінами, про що йдеться в епізоді «Необережність» серіалу «Зоряний шлях: Глибокий космос 9».
В епізоді «Поклонінні героям» згадується, що бріни завжди прагнули бути нейтральними. Пізніше вони стали могутнім союзником Домініону, імперії в Гамма-квадранті, під час війни Домініону, яка описана протягом останніх двох сезонів серіалу «Зоряний шлях: Глибокий космос 9». Повідомлено, що бріни знаходяться в союзі з Домініоном у епізоді «Поки смерть не розлучить нас», другому епізоді сюжетної лінії з 9 епізодів, яка стала останньою сюжетною лінією серіалу в 1999 році. Після цього бріни напали на Землю, зруйнувавши частину Сан-Франциско, перш ніж напад був відбитий. Вони також виявилися могутнім противником під час битви при Чін'тоці, в якій воювали разом з кардасіанцями та Домініоном проти союзу Об'єднаної Федерації Планет, Клінгонської імперії та Ромуланської Зоряної Імперії. Під час цієї битви бріни допомогли знищити флот кораблів альянсу, включно з «USS Defiant». Бріни також взяли на себе велику частку відповідальності під час військових дій. Провідні представники Конфедерації Брінів, звані «Тотами» (яких Дамар, лідер кардасіанських військових, порівнює зі своїм власним званням легата, в епізоді «Дивні співмешканці»), зокрема Тот Гор і Тот Пран, отримали більше повноважень, чим Дамар, народ якого раніше приєднався до Домініону, був дуже розчарований. Це стало одним із факторів, які привели до того, що Дамар змінив сторону конфлікту, та ініціював повстання, щоб звільнити Кардасію від впливу Домініону. Після того, як кардасіанці повернули зброю проти Домініону, Домініон і бріни зазнали поразки в битві за Кардасію Прайм в останньому епізоді серіалу «Зоряний шлях: Глибокий космос 9» «Те, що ти втрачаєш». Статус брінів щодо Домініону після цього не згадувався на екрані з моменту завершення серіалу «Зоряний шлях: Глибокий космос 9», і тому він невідомий у канонічній версії франшизи.

### Неканонічна інформація
У другому романі із серії «Зоряний шлях: Пакт Тифона» «Гра з нульовою сумою», який вийшов друком у 2010—2012 роках, письменник Девід Алан Мак стверджував, що Конфедерація Брінів включає низку окремих видів, кожен з яких носить костюми, щоб замаскувати свою зовнішність, та дотримуватися спільного вигляду для всіх брінів. Відомі наступні види брінів:
- Амонірі, в тілах яких немає крові і яким для виживання потрібно охолодження в костюмах.
- Фенрісал, чиї яскраво виражені писки створюють форму традиційного шолому брінів.
- Паклу, які мають мозок, що складається з 4 долей, який стійкий до впливу більшості телепатичних видів.
- Сільваан, зовнішній вигляд якого найбільше схожий на людей серед видів спільноти брінів.
- Віронат, який має сіру шкіру та багато кінцівок (введений в шостому романі серії «Зоряний шлях: Пакт Тифона» «Нічна чума», згідно з Девідом Р. Джорджем III).

## Технології та озброєння
У заключному епізоді третього сезону серіалу «Зоряний шлях: Вояджер» «Скорпіон», який вийшов на екрани 1997, року лейтенант Тувок стверджує, що бріни використовують на своїх кораблях біотехнології, під час розмови, в якій обговорюють біоорганічні зоряні кораблі Виду 8472. В епізоді «Поклоніння героям» серіалу «Зоряний шлях: Наступне покоління» їх кораблі озброєні маскувальними пристроями та зброєю типу деструкторів.
У серіалі «Зоряний шлях: Наступне покоління» Райкер також згадує брінів як одного лише з трьох видів, які мають доступ до ручних деструкторів типу III.
Під час битви за Чін'току під час Війні Домініону, яка описана в епізоді «Мінливе обличчя зла», бріни використовували енергетичну зброю, яка могла вимкнути всі системи на кораблях альянсу ромуланців, клінгонів та Об'єднаної Федерації Планет. Пізніше клінгони створять модифікацію двигуна, яка робить клінгонські кораблі несприйнятливими до цієї зброї, хоча вона не працює на кораблях Федерації та ромуланців, оскільки вони працюють по-іншому. Бріни використали цю зброю з великим ефектом, повністю знерухомивши «USS Defiant» і решту кораблів флоту альянсу, дозволивши брінам пізніше знищити їх.
Шолом костюмів брінів складається з козирка, який або світиться зеленим, або має на ньому маленькі зелені та червоні вогники, і знімного «дзьоба». Костюми брінів бувають двох типів. Перший — це стандартний костюм, який носить більшість брінів. Другий є більш багатшою версією, яку носять Тоти або інші посадові особи, на якій є золота підкладка та характерні золоті смуги, що спускаються по верхній частині шолома та «дзьобові», як це показано в пізніших епізодах «Зоряний шлях: Глибокий космос 9», зокрема «Дивні співмешканці».
У неканонічній книзі «Легенди про ференгі» стверджується, що ференгі купили технологією деформації брінів, яку вони називали «Брін у масці» (оскільки вони не знали, що всі бріни носили маски). Натомість вони подарували брінам обидва полюси своєї рідної планети Ференгінар, кілька комет і замерзлий місяць.

## Інші появи
Згідно з епізодом сьомого сезону серіалу «Зоряний шлях: Наступне покоління» «Інтерфейс», бріни брали участь у спортивних змаганнях на станції «Глибокий космос 3».
В епізоді «До смерті» четвертого сезону серіалу «Зоряний шлях: Глибокий космос 9» капери брінів напали на баджорську колонію Фрі Хейвен.
Бріни з'явилися в епізоді сьомого сезону «Плоть і кров» серіалу «Зоряний шлях: Вояджер» у вигляді голограми, покращеної хіроджинами.
Бріни діють як звичайний ворог Об'єднаної Федерації Планет та Клінгонської імперії в багатокористувацькій рольовій онлайн-грі Star Trek: Online.
Бріни — одні із головних героїв фан-фільму «Зоряний шлях: Відступники», опублікованого на YouTube.

## Сприйняття
У червні 2014 року Чарлі Джейн Андерс у дописі на io9 назвала брінів десятим найменш загрозливим лиходієм із «Зоряного шляху», та "однією із найбільших невдач у «Зоряному шляху». Андерс посилалась на те, що раса була створена як нібито грізна сила, з енергійною зброєю, яка виводила з ладу ворожі кораблі, лише для того, щоб Об'єднана Федерація Планет швидко придумала протидію цьому, після чого статус брінів як противників щез.